# Priez
Priez é uma comuna francesa na região administrativa de Altos da França, no departamento de Aisne. Estende-se por uma área de 4,93 km². Em 2010 a comuna tinha 53 habitantes (densidade: 10,8 hab./km²).